# Cauchyjeva porazdelitev
Cauchyjeva porazdelítev (tudi Cauchy-Lorentzeva porazdelitev) [košíjeva ~/koší-lórencova ~] je družina zveznih verjetnostnih porazdelitev z dvema parametroma (lokacije in merila). 
Imenuje se po francoskem inženirju in matematiku Augustinu Louisu Cauchyju (1789–1857) in nizozemskem fiziku Hendriku Antoonu Lorentzu (1853–1928). Porazdelitev je znana kot Cauchyjeva porazdelitev, med fiziki pa je znana kot Lorentzeva porazdelitev ali (nerelativistična) Breit-Wignerjeva porazdelitev.

## Značilnosti porazdelitve

### Funkcija gostote verjetnosti
Gostota verjetnosti za Cauchyjevo porazdelitev je: 
{\displaystyle {\begin{aligned}f(x;x_{0},\gamma )&={\frac {1}{\pi \gamma \left[1+\left({\frac {x-x_{0}}{\gamma }}\right)^{2}\right]}}\\[0.5em]&={1 \over \pi }\left[{\gamma  \over (x-x_{0})^{2}+\gamma ^{2}}\right]\end{aligned}}}

### Zbirna funkcija verjetnosti
Zbirna funkcija verjetnosti je enaka:
{\displaystyle F(x;x_{0},\gamma )={\frac {1}{\pi }}\arctan \left({\frac {x-x_{0}}{\gamma }}\right)+{\frac {1}{2}}\!\,.}

### Pričakovana vrednost
Pričakovana vrednost ni določena. 

### Varianca
Varianca ni določena. 

## Funkcija generiranja momentov
Funkcija generiranja momentov ni določena.

## Standardna Cauchyjeva porazdelitev
Standardno Cauchyjevo porazdelitev se dobi takrat, ko je {\displaystyle x_{0}=0\,} in {\displaystyle \gamma =1\,}. V tem primeru je funkcija gostote verjetnosti enaka:
{\displaystyle f(x;0,1)={\frac {1}{\pi (1+x^{2})}}\!\,.}

## Povezave z drugimi porazdelitvami
- Razmerje med dvema neodvisnima standardnima normalnima spremenljivkama ima Cauchyjevo porazdelitev oziroma {\displaystyle Cauchy(0,1)\,}, kar pomeni, da je Cauchyjeva porazdelitev kvocientna porazdelitev

- Standardna Cauchyjeva porazdelitev {\displaystyle Cauchy(0,1)\,} je poseben primer Študentove t porazdelitve z eno prostostno stopnjo.

- Če se slučajna spremenljivka {\displaystyle X\,} podreja stabilni porazdelitvi {\displaystyle X\sim Stable(1,0,\gamma ,\mu )\,}, potem ima slučajna spremenljivka Cauchyjevo porazdelitev {\displaystyle X\sim Cauchy(\mu ,\gamma )\,}.